# Lijevo Sredičko
Lijevo Sredičko – wieś w Chorwacji, w żupanii zagrzebskiej, w gminie Pisarovina. W 2011 roku liczyła 196 mieszkańców.